# Bolibar (Vitòria)
Bolibar (castellà Bolívar) és un poble (concejo) de la Zona Rural Est de Vitòria, al territori històric d'Àlaba. El nom prové del basc bolu (molí) i ibar (vega).

## Geografia
Situat a l'est del municipi, a 586 msnm als marges del riu Ibarrika a 8 km del centre de Vitòria, travessa la localitat la carretera A-3104, entre Gamiz i Uribarri Nagusia/Ullibarri de los Olleros.

## Demografia
Té una població de 12 habitants. L'any 2010 tenia 12 habitants.
| 2000 | 2001 | 2002 | 2003 | 2004 | 2005 | 2006 | 2007 |
| ---- | ---- | ---- | ---- | ---- | ---- | ---- | ---- |
| 12   | 12   | 12   | 13   | 13   | 13   | 11   | 12   |

## Història
Un dels 43 llogarets que s'uniren a Vitòria en diferents temps i ocasions i que en segregar-se en 1840 la Quadrilla d'Añana va romandre en la Quadrilla de Vitoria.